# Cratere Reuyl
Reuyl  è un cratere sulla superficie di Marte.